# District municipal de Mampong
Le district municipal de Mampong (Mampong Municipal District, en Anglais), autrefois appelé district de Sekyere ouest, est l’un des 27 districts de la Région d'Ashanti au Ghana.

## Villes et villages du district
| - Mampong - Kwamang - Nsuta - Beposo - Kofiase | - Atonsu - Asam - Jeduako - Birem - Benim | - Atonsuagya - Amoamang - Yonso - Apaah - Adidwan | - Nintin - Kyease (Kyairase) - Daaho - Nkwanta - Abuontem |

## Sources
- GhanaDistricts.com